# Remiks
Remiks – dzieło powstałe w wyniku przerobienia (zremiksowania), polegającego na dodawaniu/usuwaniu lub zmianie elementów oryginału. Remiks zachowuje ślady dzieła pierwotnego – przyswaja jego rozpoznawalne elementy, by stworzyć nową jakość, ale komunikuje swe źródło, np. poprzez tytuły.

## Rodzaje remiksów
Najczęściej używany w kontekście muzyki, ale remiksem może być zarówno utwór muzyczny co obraz, grafika, wideo, wiersz czy fotografia, pojęcie to odnosi się do wszystkich rodzajów dzieł i jest uznawane nawet za „paradygmat współczesnej, sieciowej kultury”. Można wyróżnić trzy rodzaje remiksu:
1. rozszerzony – pierwotnie w muzyce, polegał na dodawaniu partii instrumentalnych do utworu muzycznego, które wydłużając go, nie zmieniały jednak jego charakteru;
2. selektywny – dodawanie bądź usuwanie elementów, w efekcie których pozostaje tylko ślad, pamięć oryginału;
3. refleksyjny – miksowanie elementów z kilku źródeł, których pochodzenie zaciera się, dając zupełnie nową całość[3]

## Remiks w muzyce
Pojęcie remiksu z początku było ściśle związane z miksowaniem muzyki, z czasem nabrało ono szerszego znaczenia. Remiks w muzyce może oznaczać:
- przerobienie utworu w celach artystycznych, zaprezentowania go w nowej formie;
- ulepszenie miksu starego utworu w celu poprawienia jego jakości;
- przeróbka gatunkowa utworu mająca na celu zwiększenie grupy odbiorców;
- manipulację stereo utworu, stworzenie wersji z dźwiękiem przestrzennym;
- adaptację utworu w wersji klubowej;
- wprowadzenie występów gościnnych do utworu.

Należy pamiętać, że jest to pojęcie o bardzo dużej różnorodności wewnętrznej – opisuje cały zespół praktyk dotyczących edycji i manipulacji materiałem dźwiękowym.

### Historia
Jedną z pierwszych osób piszących o remiksowaniu był Michaił Kaufman. Mimo że nie używał tego terminu, w swoich notatkach z okresu studiów w konserwatorium muzycznym w Białymstoku wspomina "eksperymenty z nagraniami gramofonowymi, gdzie z różnych fragmentów nagrań na płytach powstawała nowa kompozycja". Słowa te można uznać za zapowiedź praktyk remiksowania, pojawiające się stosunkowo wcześnie, gdyż Kaufman studiował w latach 1912–1915. 

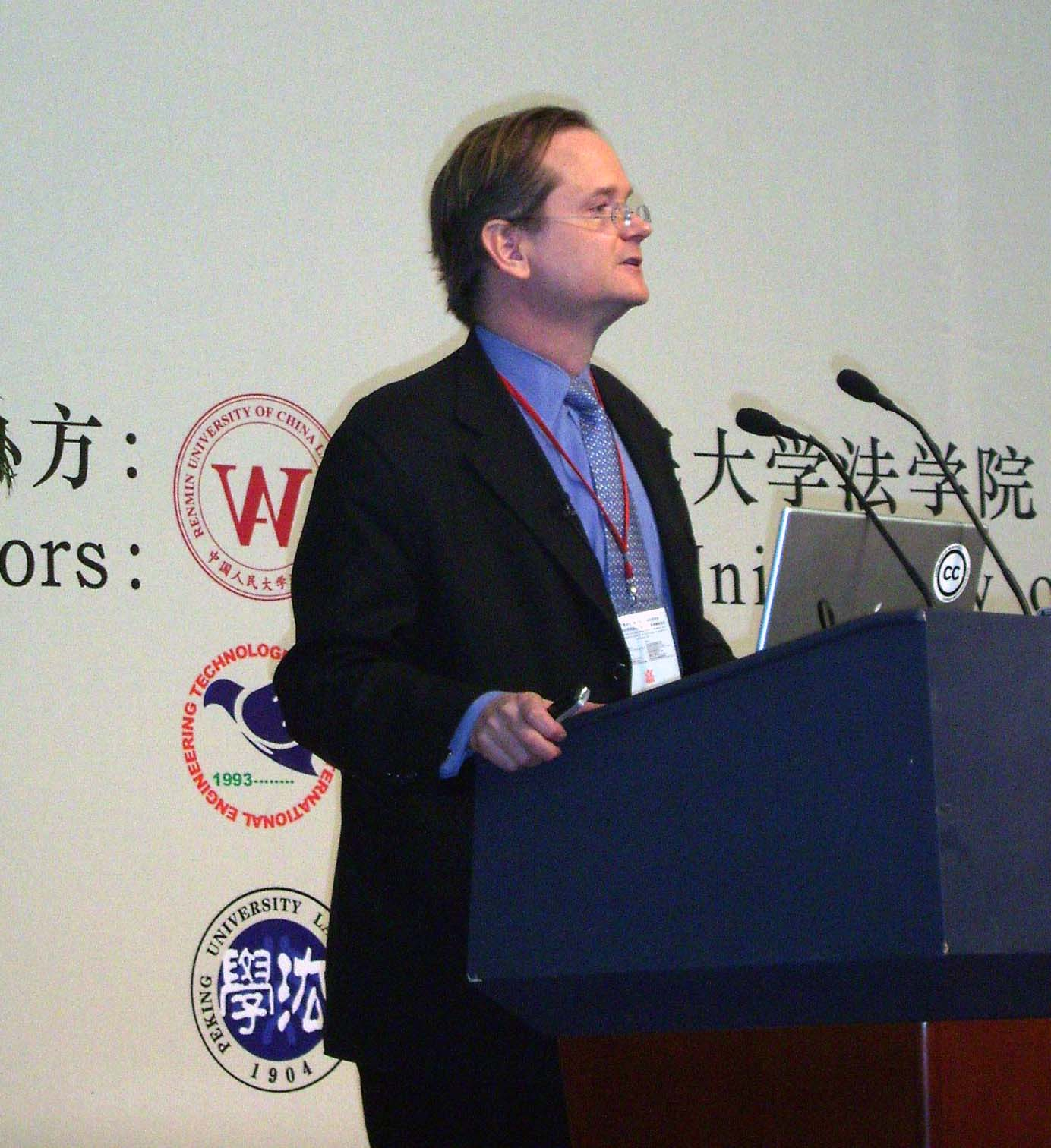
Twórca pojęcia kultury remiksu, Lawrence Lessig, na konferencji w Pekinie

## Kultura remiksu
Kultura remiksu (nazywana również kulturą odczytu-zapisu; ang. read-write culture) to kultura społeczeństwa, w obrębie którego tworzenie dzieł pochodnych jest nie tylko dozwolone, ale i wspierane. Dzieła takie powstają poprzez połączenie lub zmianę istniejących prac w celu utworzenia nowych dzieł lub produktów. Termin został wprowadzony przez amerykańskiego badacza i prawnika Lawrence’a Lessiga. Kultura odczytu-zapisu, której esencją jest remiksowanie, jest jego zdaniem przeciwieństwem kultury odczytu (ang. read only), która jest świadectwem profesjonalizmu i rozwijana jest wyłącznie przez zawodowców.

## Remiks w teatrze polskim
W praktyce scenicznej pojęcie zostało spopularyzowane dzięki projektowi RE//MIX Komuny//Warszawa, realizowanemu przez cztery lata od roku 2010. Kuratorem projektu był Tomasz Plata, a wśród artystów znaleźli się m.in. Paweł Passini, Krzysztof Gorbaczewski, Marina Cecko. Powstało trzydzieści sześć performansów, odnoszących się twórczo do istniejących dzieł, głównie z dziedzin teatru, tańca, literatury i filmu.
Kolejnym wydarzeniem istotnym dla popularyzacji remiksów był festiwal „Dziady. Recykling”, zorganizowany przez Leszka Kolankiewicza. Artyści stosowali remiks teatralny, będący artystyczną konfrontacją z dziełem, biografią artysty, konwencją, formą bądź tematem, którą realizowali w formie powtórzenia (w zmienionej formie) dzieła z przeszłości.

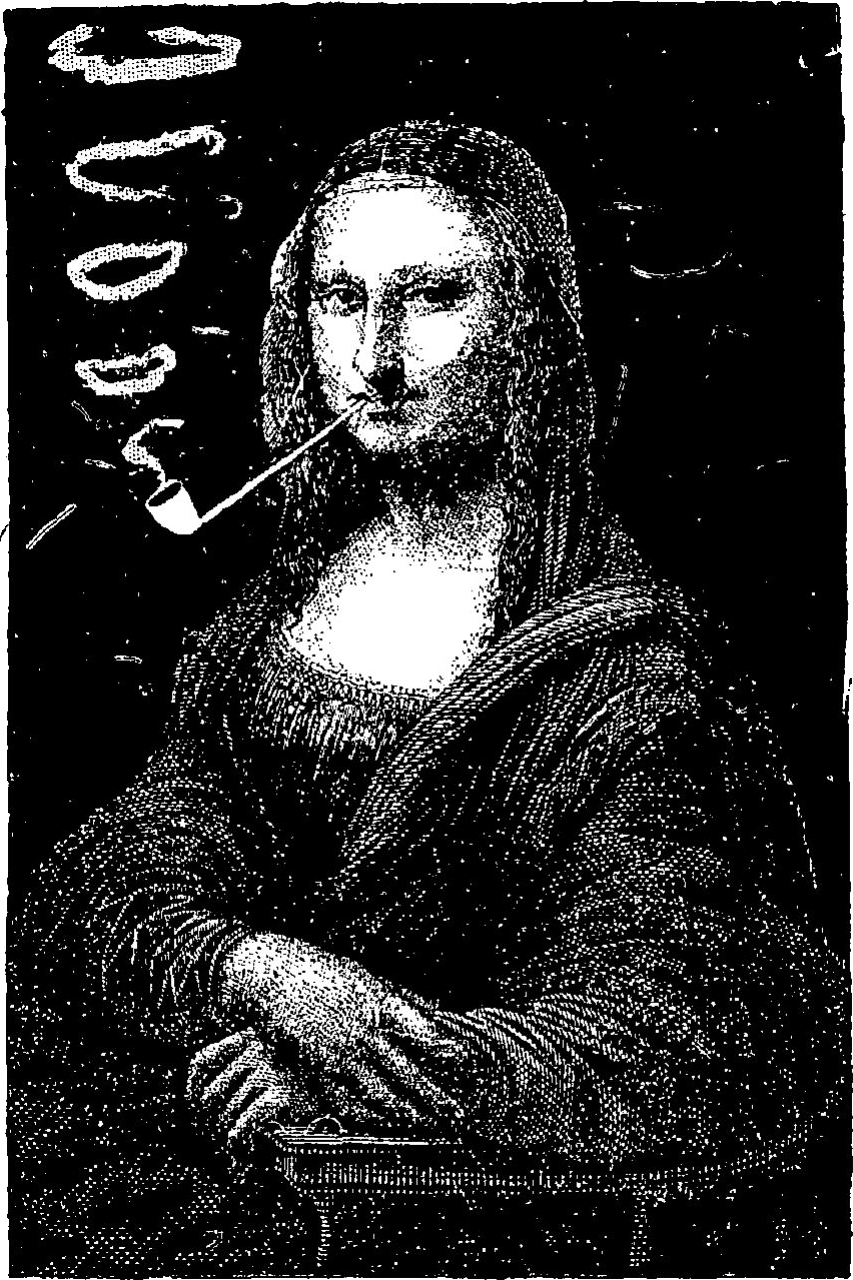
Eugène Bataille, La Joconde fumant la pipe, 1887

## Remiks w literaturze
Głównym sposobem remiksowania dzieł literackich jest technika „cut-up” opracowana przez Briona Gysina. Polega ona na dosłownym cięciu wydrukowanych słów i układaniu ich w nowe znaczenia. Przykładem może być powieść „The Soft Machine” (1961) autorstwa Williama Burroughsa.

## Remiks w malarstwie
W malarstwie również można znaleźć dzieła wykorzystujące praktykę remiksu. Mogą to być nawet jedynie niewielkie zmiany w obrazie źródłowym. Przykładami mogą być dzieła pochodne od „Mona Lisy” Leonarda da Vinci. Obrazy takie jak „L.H.O.O.Q.” Marcela Duchampa, „Autoportret jako Mona Lisa” Salvadora Dalego czy też „La Joconde fumant la pipe” autorstwa Eugène Bataille w oczywisty sposób czerpią z dzieła renesansowego twórcy.